# Pietro Romani (compositore)
Pietro Romani (Roma, 29 maggio 1791 – Firenze, 11 gennaio 1877) è stato un compositore italiano.

## Opere
- Il qui pro quo, prima rappresentazione al Teatro Valle di Roma il 26 dicembre 1816
- Carlo Magno , prima rappresentazione a Firenze nel 1823